# 丁座草
丁座草（学名：Boschniakia himalaica）为列当科草苁蓉属的植物。分布于印度、锡金以及中国大陆的湖北、西藏、云南、陕西、四川、青海、甘肃等地，生长于海拔2,500米至4,400米的地区，一般生于高山林下以及灌丛中，目前尚未由人工引种栽培。

## 别名
千斤坠（云南），枇杷芋（陕西），半夏（西藏）

## 种下等级
- Boschniakia kawakamii Hayata